# سلاح المدفعية الملكي الأردني
سلاح المدفعية الملكي الأردني هو أحد تشكيلات الجيش العربي تأسس في نيسان من عام 1921. وابتداءاً من عام 1941 أخذ سلاح المدفعية بالتطور شيئاً فشيئاً؛ إذ سُلّح بمدافع 13 رطل، وفي 1948 شُكلت بطاريتن 25 رطل نُقِلتا إلى القدس للمشاركة في حرب 1948.

## مراحل التطور
مر سلاح المدفعية بعدة مراحل تطور خلالها السلاح وفعاليته.

### من التأسيس - 1955
استُخدمت في هذه المدة مدافع 13 رطل ومدافع 75 ملم، ومن ثُمَّ استُبدلت بمدافع 3.7 بوصة ثم مدافع 25 و17 رطل. وقد شُكلت كذلك في هذه المدة كتيبتي مدفعية وأدُخل سلاح الهاون عيار 4.2 بوصة. ومن الملاحظ ما تمَّ من تشكيل لرف ملاحظة جوية من طائرات أوستر، وكذا تشكيل قيادة ومدرسة سلاح المدفعية.

### من 1956 - 1967
أُدخل إلى الخدمة في هذه المدة مدفع الهاوترز 105 ملم م 52 محمول ومدفع 155 ملم م1 ثقيل مجرور. كما كانت في هذه المدة كذلك، بداية تشكيل كتائب مدفعية مقاومة للطائرات.

### من 1968 - 1975
شُكلت في هذه المدة أول كتيبة صواريخ تايجركات، كما واستُعيض عن مدفع 25 رطل بمدفع الهاوترز 155 ملم م 114 مجرور وإدخال الهاوترز 8 مجرور إلى الخدمة ومدفع 44 محمول.

### من 1976 - 1986
استُبدل في هذه المرحلة مدفعي 25 رطل و105 ملم محمول بالهاوترز 155 ملم م 109 محمول، وكذا أدخل مدفع الهاوترز 8 م 110 أ2 محمول. وقد شهد السلاح دخول نظام السيطرة على الرمي أتيلا-أتيبا 1 وأجهزة المساحة والملاحة والاستمكان.
وقد بدأ السلاح بعد ذلك بتطوير أنظمة السيطرة على الرمي، إضافةً إلى دخول ذخائر أكثر تطوراً للخدمة.

## الحروب
كان لسلاح المدفعية دور في كل الحروب التي خاضها الأردن وخصوصاً في حرب الاستنزاف وحرب 1948 وما يُعرف بأيلول الأسود.